# Strunkovice nad Volyňkou
Strunkovice nad Volyňkou é uma comuna checa localizada na região da Boêmia do Sul, distrito de Strakonice.